# 小行星9940
小行星9940（英語：9940）是一颗围绕太阳公转的小行星。1988年11月11日，Y. Oshima在静冈县发现了此天体。
这颗小行星的绝对星等为341.1351820983459等。